# Dragash
Dragash (albanisch auch Dragashi oder Sharr/-i; serbisch Драгаш Dragaš, bosnisch Dragaš) ist ein Ort im Kosovo und Amtssitz der gleichnamigen Gemeinde im Süden des Landes. Der Ort ist das Zentrum der Goranen im Kosovo.

## Name
Die Stadt ist nach dem mittelalterlichen regionalen serbischen Fürst Konstantin Dragaš benannt. Der Name Dragaš ist abgeleitet vom serbokroatischen drag (lieb, teuer).
Der albanische Name Sharr leitet sich vom gleichnamigen Gebirge ab (albanisch Maja e Sharrit, serbisch/mazedonisch Šar Planina).

## Geographie

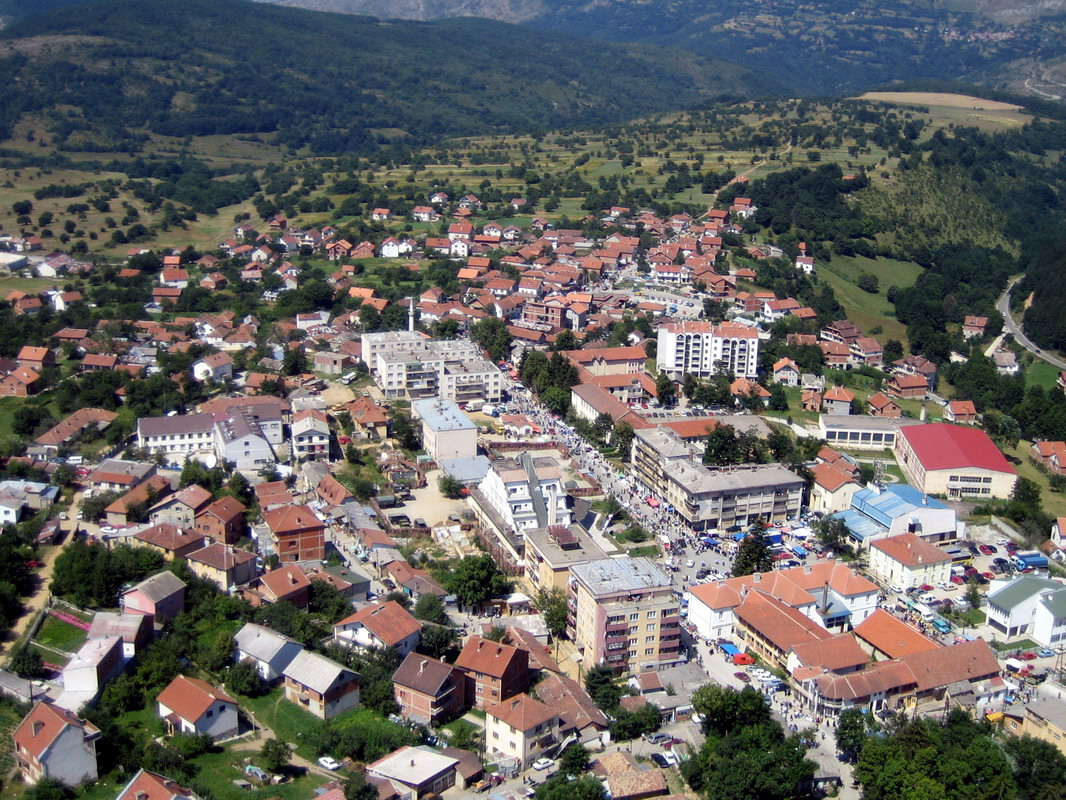
Luftbild des Ortszentrums (2013)

Das Territorium von Dragash befindet sich im äußersten Süden des Kosovo und ist vom Šar-Planina-Gebirge sowie den Bergen Koritnik, Gjalic und Cylen umgeben. Durch den nördlichen, flacheren Teil des Gebietes führt die Straße nach Prizren, die die einzige Verbindung zu anderen Gemeinden und Städten ist. Im Osten und Süden grenzt die Gemeinde an Mazedonien, im Westen an Albanien.
Die Gemeinde ist die höchstgelegene des Landes. Bereits der Hauptort selbst liegt höher als 1000 Meter, während der höchstgelegene Ortsteil Restelica im Süden der Gemeinde auf über 1400 Metern liegt. Der höchste Punkt des Gemeindeterritoriums ist der Gipfel des Rudoka an der mazedonischen Grenze (2661 m).

## Bevölkerung
Dragash zählte bei der 2011 durchgeführten Volkszählung 1098 Einwohner. Hiervon bezeichneten sich 567 (51,64 %) als Goranen, 498 (45,36 %) als Albaner, 18 (1,64 %) als Bosniaken, 7 als Türken, 2 als Roma bzw. Balkan-Ägypter und 6 gaben eine abweichende ethnische Zugehörigkeit an.
| Volkszählung | 1948 | 1953 | 1961 | 1971 | 1981 | 1991 | 2011 |
| ------------ | ---- | ---- | ---- | ---- | ---- | ---- | ---- |
| Einwohner    | 408  | 480  | 612  | 694  | 1114 | 1532 | 1098 |

## Wirtschaft
Durch seine ungünstigen Bodenbedingungen und geografische Lage ist Dragash eines der unterentwickeltsten Gebiete Kosovos. Die wichtigsten Arbeitgeber sind die UNMIK-Polizei, private Unternehmen wie KUK Commerc, die MEKA und einige der ehemals in gesellschaftlichem bzw. Staatseigentum befindlichen Unternehmen.
Alle ehemaligen Staatsunternehmen stehen unter der Verantwortung der KTA (Kosovo Trust Agency). Die UNMIK leitete eine Privatisierung der Unternehmen ein, damit ausländische Firmen investieren können.

## Infrastruktur

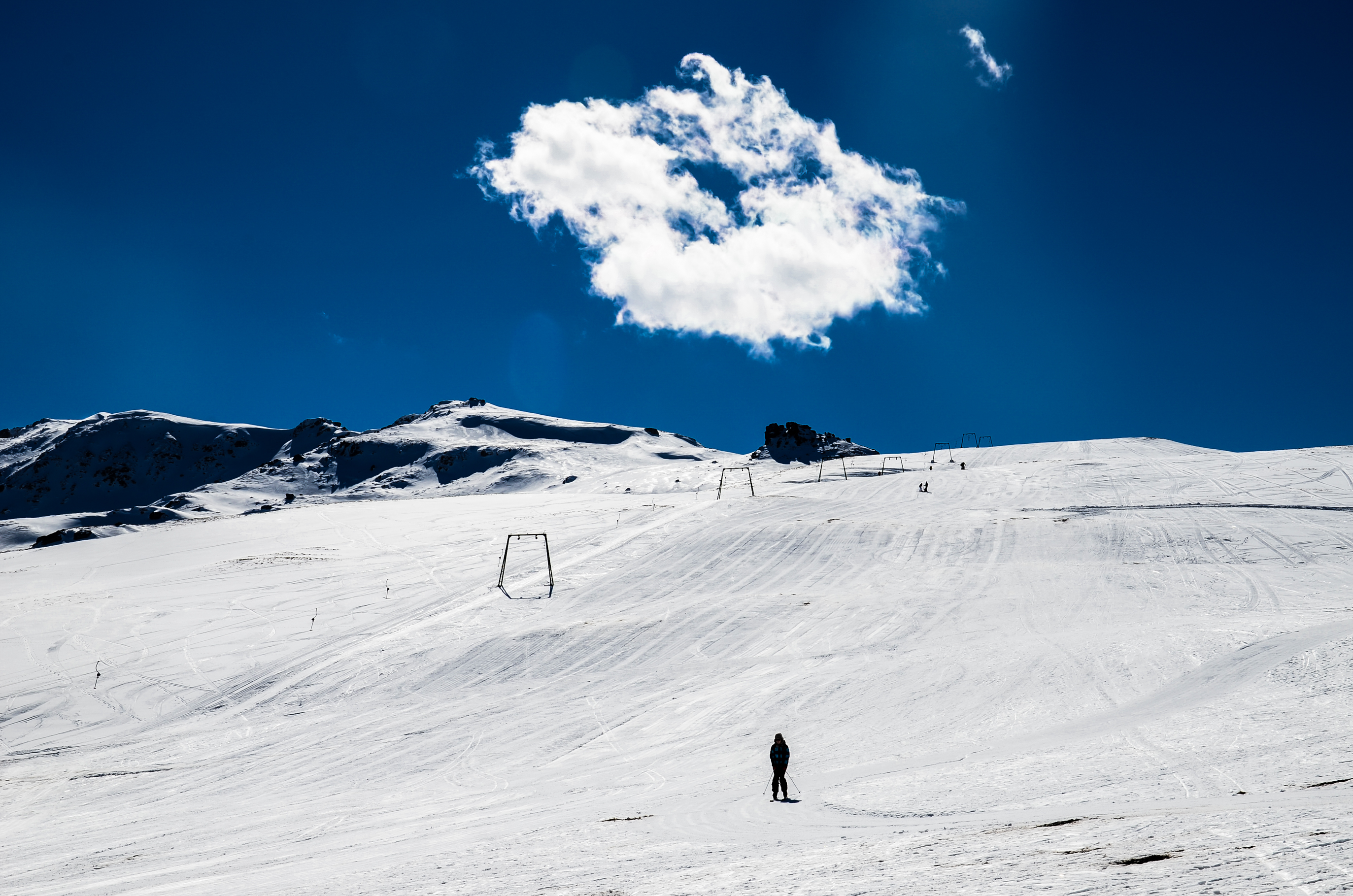
Skigebiet in Brod bei Dragash

Der Bezirk ist sehr gebirgig und leidet deshalb unter Infrastrukturproblemen, so ist der Zugang zu einigen Dörfern in der Winterzeit unmöglich. Mit dem Ausbau der Straßenverbindung Zhur–Dragash bis 2021 wurde die Zugänglichkeit verbessert. Die Straßenverbindung zwischen Dragash und Brod wurde im Jahr 2025 nach fünfjähriger Bauzeit erfolgreich fertiggestellt. Im Gegensatz dazu bleibt die Verbindung zwischen Dragash und Restelica unverändert und entspricht dem bisherigen Zustand. (Stand: 2025)
Busverbindungen zwischen Dragash und Opoja bestanden schon in den 1990er Jahren und wurden durch Spenden von der Organisation OSZE-SIMF verbessert. Taxiverbindungen bestehen auch, sind aber wegen der hohen Fahrtkosten für die arme Bevölkerung unbezahlbar. Die Wasserversorgung ist in einigen Dörfern zugesichert. In manchen anderen Dörfern (Brrut, Zgatar, Bellobrad und anderen) gibt es kaum Wasser, die Bewohner dort müssen den Großteil des Tages ohne Wasser auskommen.
Im Mai 2018 wurde eine neue Straße eröffnet, die Dragash mit dem albanischen Shishtavec verbindet.

## Wappen
Das Wappen von Dragash zeigt einen Hund, der eine Schafsherde bewacht. Hervorgehoben ist die Stadt- und Bezirksgrenze der Gemeinde.

## Persönlichkeiten
- Ymer Haxhi Prizreni (1826–1886), Mitbegründer der Liga von Prizren
- Fahrudin Jusufi (1939–2019), Fußballspieler und -trainer
- Yrjet Berisha (* 1955), albanischer Schriftsteller
- Ymridin Qengaj (1955–1999), Kommandant der UÇK
- Demir Reshiti (* 1963), albanischer Publizist
- Burim Piraj (* 1966), albanischer Geschäftsmann und Politiker
- Murselj Halili (* 1968), goranischer Parlamentsabgeordneter
- Mentor Mejzini (* 1984), albanischer Futsal-Nationalspieler